# Povodje
Povódje je celotna površina, s katere se reke stekajo v isto morje. Sestavljeno je iz več porečij, imenuje pa se po morju, v katero se reke izlivajo. V Sloveniji imamo veliko porečij, a le dve povodji (jadransko in črnomorsko). Manjše, jadransko povodje obsega porečja Soče in drugih primorskih rek, večje, donavsko (črnomorsko), pa porečja preostalih rek (Save, Drave, Mure, Kolpe idr.).